# Phân cấp hành chính Trung Hoa Dân Quốc

Bản đồ phân cấp hành chính Trung Hoa Dân quốc

Trong phạm vi lãnh thổ do mình quản lý, Trung Hoa Dân Quốc hiện tại chia thành 2 tỉnh (省, shěng, tỉnh) và 6 thành phố trực thuộc trung ương (直轄市, zhíxiáshì, trực hạt thị).
- Tỉnh: Đài Loan, Phúc Kiến.
- Thành phố trực thuộc trung ương: Cao Hùng, Đài Bắc, Đài Nam, Đài Trung, Đào Viên, Tân Bắc.

Tỉnh lại chia thành huyện (縣, xiàn, huyện) và thành phố trực thuộc tỉnh - tức thị xã (省轄市, shěngxiáshì, tỉnh hạt thị). Có 3 thành phố trực thuộc tỉnh và đều thuộc tỉnh Đài Loan. Có 13 huyện trong đó 11 huyện thuộc tỉnh Đài Loan và 2 huyện thuộc tỉnh Phúc Kiến.
- Thành phố trực thuộc tỉnh Đài Loan: Cơ Long, Gia Nghĩa, Tân Trúc.
- Huyện thuộc tỉnh Đài Loan: Bành Hồ, Bình Đông, Chương Hóa, Đài Đông, Gia Nghĩa, Hoa Liên, Miêu Lật, Nam Đầu, Nghi Lan, Tân Trúc, Vân Lâm.
- Huyện thuộc tỉnh Phúc Kiến: Kim Môn, Liên Giang.

Thành phố trực thuộc trung ương và thành phố trực thuộc tỉnh chia thành các khu (區, qū, khu). Thành phố Cao Hùng chia thành 38 khu. Thành phố Đài Bắc chia thành 12 khu. Thành phố Đài Nam chia thành 37 khu. Thành phố Đài Trung chia thành 29 khu. Thành phố Đào Viên chia thành 13 khu. Thành phố Tân Bắc chia thành 29 khu. Các thành phố trực thuộc tỉnh chia thành 12 khu.
Các huyện chia thành 16 thành phố trực thuộc huyện - tức thị trấn (縣轄市, xiànxiáshì, huyện hạt thị), 41 trấn (鎮, zhèn, trấn) và 153 hương (鄉, xiāng, hương). Tổng số đơn vị hành chính địa phương cấp 3 của Đài Loan là 367 đơn vị.
Thành phố trực thuộc huyện và trấn chia thành lý (里, lǐ, lý). Hương chia thành thôn (村, cūn, thôn). Thôn và lý chia thành các lân (鄰, lín, lân).
Do tình hình chính trị phức tạp, phân cấp hành chính theo luật định của Đài Loan khác so với trên thực tế. Theo hiến pháp, Trung Hoa Dân Quốc bên cạnh các thành phố trực thuộc trung ương, các tỉnh thì còn có các khu vực đặc biệt gồm Tây Tạng và Ngoại Mông (nay là Mông Cổ). Trong thực tế, Đài Loan đã bãi bỏ những quy định này vào năm 2006.

## Lịch sử

### Lãnh thổ
Năm 1945, Trung Hoa Dân Quốc giành lại đảo Đài Loan (Formosa) và quần đảo Bành Hồ (Pescadore) từ Đế quốc Nhật Bản. Năm 1949 và năm 1950, Chính phủ Trung Hoa Dân Quốc do Quốc Dân Đảng lãnh đạo thua cuộc trong nội chiến, phải rút về Đài Bắc. Chính quyền mất gần như tất cả quyền tài phán của mình với Trung Quốc đại lục, chỉ giữ lại được một số đảo ở ngoài khơi bờ biển của đại lục. Lịch sử này khiến phân cấp hành chính ở Vùng Tự do của Trung Hoa Dân Quốc trở nên phức tạp.
- Tỉnh Đài Loan: Đảo Đài Loan và Quần đảo Bành Hồ được lấy lại dưới thời Đế quốc Nhật Bản.
- Tỉnh Phúc Kiến: Quần đảo Kim Môn và Quần đảo Mã Tổ được cắt ra khỏi lãnh thổ của đại lục dưới thời Trung Hoa Dân Quốc.
- Đặc khu Hành chính Hải Nam: Khu vực này trước đây do Trung Hoa Dân Quốc quản lý, tuy nhiên hòn đảo này đã bị CHND Trung Hoa chiếm giữ từ năm 1950 và trở thành một tỉnh của họ.
- Tỉnh Chiết Giang: Trước đây Đài Loan kiểm soát tỉnh này, nhưng Trung Quốc đã chiếm giữ phần lớn tỉnh vào năm 1949. Đài Loan kiểm soát quần đảo Đại Trần cho đến năm 1955.
- Tỉnh Quảng Đông: Đài Loan đã mất quyền kiểm soát tỉnh nhưng Quần đảo Đông Sa của tỉnh trên danh nghĩa vẫn là một phần của tỉnh Cao Hùng.

### Chuyển đổi thành các phân khu
Từ năm 1949, chính phủ đã thực hiện nhiều thay đổi ở khu vực do mình kiểm soát. 2 tỉnh được thu nhỏ, chuyển phần lớn chức năng cho chính quyền trung ương hoặc chính quyền quận. 6 thành phố trực thuộc trung ương được thành lập.
Kể từ những năm đầu tiên, sự tồn tại của tỉnh Đài Loan luôn là vấn đề lớn gây tranh cãi vì nó ảnh hưởng đến vị thế chính trị của Đài Loan. Từ năm 1998, quyền hạn của chính quyền tỉnh Đài Loan được chuyển cho chính quyền trung ương thông qua việc sửa đổi hiến pháp. Bên cạnh đó, phân cấp hành chính lúc bấy giờ cũng không phù hợp với quy hoạch vùng, nhiều thành phố có khu hành chính nhỏ hơn các khu vực đô thị, hầu như không có cách nào để thống nhất các khu này lại.
Quốc Dân Đảng muốn sáp nhập Thành phố Đài Bắc, Quận Đài Bắc và Thành phố Cơ Long thành một vùng đô thị Đài Bắc, giúp quy hoạch và phát triển vùng tốt hơn. Trong khi Đảng Dân chủ Tiến bộ phản bác, cho rằng việc làm này sẽ loại bỏ chính quyền Quận Đài Bắc, khiến kết quả phiếu bầu sẽ thuận lợi hơn cho Quốc Dân Đảng vì hai thành phố lân cận có xu hướng bỏ phiếu cho đảng này.
Năm 2007, Quận Đài Bắc được nâng lên thành khu bán tự trị (準直轄市, chuẩn trực hạt thị), ngang với Thành phố Cao Hùng và Thành phố Đài Bắc. Việc này sẽ giúp quận có một khung pháp lý mới về tổ chức hành chính và ngân sách của một đô thị trên thực tế nhưng trên giấy tờ vẫn là một quận. Quận Đài Trung và Thành phố Đài Nam đã vận động chính quyền trung ương để được hưởng một tình trạng tương tự. Năm 2011, Quận Đào Viên được nâng lên thành khu bán tự trị vì dân số đạt hơn 2 triệu người.
Dưới thời chính quyền của Tổng thống Mã Anh Cửu, chính quyền trung ương đã sắp xếp lại các quận và thành phố. Các đợt điều chỉnh phân cấp hành chính lớn diễn ra vào năm 2009, 2010 và 2014.

## Danh sách
|               | Cấp 1                                                  | Cấp 2                                                  | Cấp 3                                               | Cấp 4         | Cấp 5        |
| ------------- | ------------------------------------------------------ | ------------------------------------------------------ | --------------------------------------------------- | ------------- | ------------ |
| Loại phân cấp | Thành phố trực thuộc trung ương (直轄市 zhíxiáshì) (6) | Thành phố trực thuộc trung ương (直轄市 zhíxiáshì) (6) | Khu (區 qū) (157)                                   | Lý (里 lǐ)    | Lân (鄰 lín) |
| Loại phân cấp | Tỉnh (省 shěng) (2)                                    | Thành phố trực thuộc tỉnh (市 shì) (3)                 | Khu (區 qū) (157)                                   | Lý (里 lǐ)    | Lân (鄰 lín) |
| Loại phân cấp | Tỉnh (省 shěng) (2)                                    | Huyện (縣 xiàn) (13)                                   | Thành phố trực thuộc huyện (縣轄市 xiànxiáshì) (17) | Lý (里 lǐ)    | Lân (鄰 lín) |
| Loại phân cấp | Tỉnh (省 shěng) (2)                                    | Huyện (縣 xiàn) (13)                                   | Trấn (鎮 zhèn) (41)                                 | Lý (里 lǐ)    | Lân (鄰 lín) |
| Loại phân cấp | Tỉnh (省 shěng) (2)                                    | Huyện (縣 xiàn) (13)                                   | Hương (鄉 xiāng) (153)                              | Thôn (村 cūn) | Lân (鄰 lín) |
| Tổng          | 22                                                     | 22                                                     | 368                                                 | 7,830         | 147,940      |

| Bản đồ                                                                                               | Số                                       | Tên                                      | Chữ Hán                                  | Bính âm Hán ngữ                          | Tiếng Anh                                | Tiếng Đài Loan                           | Tiếng Khách Gia                          | Thủ phủ                                  |
| --- | ---------------------------------------- | ---------------------------------------- | ---------------------------------------- | ---------------------------------------- | ---------------------------------------- | ---------------------------------------- | ---------------------------------------- | ---------------------------------------- |
| 12345678910111213141516171819202122                                                                  | Thành phố trực thuộc trung ương (直轄市) | Thành phố trực thuộc trung ương (直轄市) | Thành phố trực thuộc trung ương (直轄市) | Thành phố trực thuộc trung ương (直轄市) | Thành phố trực thuộc trung ương (直轄市) | Thành phố trực thuộc trung ương (直轄市) | Thành phố trực thuộc trung ương (直轄市) | Thành phố trực thuộc trung ương (直轄市) |
| 12345678910111213141516171819202122                                                                  | 1                                        | Thành phố Cao Hùng                       | 高雄市                                   | Gāoxióng                                 | Kaohsiung City                           | Ko-hiông                                 | Kô-hiùng                                 |                                          |
| 12345678910111213141516171819202122                                                                  | 2                                        | Thành phố Đài Bắc                        | 臺北市，台北市                           | Táiběi                                   | Taipei City                              | Tâi-pak                                  | Thòi-pet                                 |                                          |
| 12345678910111213141516171819202122                                                                  | 3                                        | Thành phố Đài Nam                        | 臺南市，台南市                           | Táinán                                   | Tainan City                              | Tâi-lâm                                  | Thòi-nằm                                 |                                          |
| 12345678910111213141516171819202122                                                                  | 4                                        | Thành phố Đài Trung                      | 臺中市，台中市                           | Táizhōng                                 | Taichung City                            | Tâi-tiong                                | Thòi-chûng                               |                                          |
| 12345678910111213141516171819202122                                                                  | 5                                        | Thành phố Đào Viên                       | 桃園市，桃园市                           | Táoyuán                                  | Taoyuan City                             | T'ao-yüan                                | Thô-hn̂g                                  |                                          |
| 12345678910111213141516171819202122                                                                  | 6                                        | Thành phố Tân Bắc                        | 新北市                                   | Xīnběi                                   | New Taipei City                          | Sin-pak                                  | Sîn-pet                                  |                                          |
| 12345678910111213141516171819202122                                                                  | Tỉnh Đài Loan (臺灣省 hoặc 台灣省)       |                                          |                                          |                                          |                                          |                                          |                                          |                                          |
| 12345678910111213141516171819202122                                                                  | 7                                        | Thành phố Cơ Long                        | 基隆市                                   | Jīlóng                                   | Keelung City                             | Ke-lâng                                  | Kî-lùng                                  |                                          |
| 12345678910111213141516171819202122                                                                  | 8                                        | Thành phố Gia Nghĩa                      | 嘉義市                                   | Jiāyì                                    | Chiayi City                              | Ka-gī                                    | Kâ-ngi                                   |                                          |
| 12345678910111213141516171819202122                                                                  | 9                                        | Thành phố Tân Trúc                       | 新竹市                                   | Xīnzhú                                   | Hsinchu City                             | Sin-tek                                  | Sîn-tsuk                                 |                                          |
| 12345678910111213141516171819202122                                                                  | 10                                       | Huyện Bành Hồ                            | 澎湖縣                                   | Pénghú                                   | Penghu County                            | Phêⁿ-ô͘                                   | Phàng-fù                                 | Mã Công (馬公)                           |
| 12345678910111213141516171819202122                                                                  | 11                                       | Huyện Bình Đông                          | 屏東縣                                   | Píngdōng                                 | Pingtung County                          | Pîn-tong                                 | Phìn-tûng                                | Bình Đông (屏東)                         |
| 12345678910111213141516171819202122                                                                  | 12                                       | Huyện Chương Hóa                         | 彰化縣                                   | Zhānghuà                                 | Changhua County                          | Chiong-hoà                               | Chông-fa                                 | Chương Hóa (彰化)                        |
| 12345678910111213141516171819202122                                                                  | 13                                       | Huyện Đài Đông                           | 臺東縣，台東縣                           | Táidōng                                  | Taitung County                           | Tâi-tang                                 | Thòi-tûng                                | Đài Đông (臺東)                          |
| 12345678910111213141516171819202122                                                                  | 14                                       | Huyện Gia Nghĩa                          | 嘉義縣                                   | Jiāyì                                    | Chiayi County                            | Ka-gī                                    | Kâ-ngi                                   | Thái Bảo (太保)                          |
| 12345678910111213141516171819202122                                                                  | 15                                       | Huyện Hoa Liên                           | 花蓮縣                                   | Huālián                                  | Hualien County                           | Hoa-liân                                 | Fâ-lièn                                  | Hoa Liên (花蓮)                          |
| 12345678910111213141516171819202122                                                                  | 16                                       | Huyện Miêu Lật                           | 苗栗縣                                   | Miáolì                                   | Miaoli County                            | Biâu-le̍k                                 | Mèu-li̍t                                  | Miêu Lật (苗栗)                          |
| 12345678910111213141516171819202122                                                                  | 17                                       | Huyện Nam Đầu                            | 南投縣                                   | Nántóu                                   | Nantou County                            | Lâm-tâu                                  | Nàm-thèu                                 | Nam Đầu (南投)                           |
| 12345678910111213141516171819202122                                                                  | 18                                       | Huyện Nghi Lan                           | 宜蘭縣                                   | Yílán                                    | Yilan County                             | Gî-lân                                   | Ngì-làn                                  | Nghi Lan (宜蘭)                          |
| 12345678910111213141516171819202122                                                                  | 19                                       | Huyện Tân Trúc                           | 新竹縣                                   | Xīnzhú                                   | Hsinchu County                           | Sin-tek                                  | Sîn-tsuk                                 | Trúc Bắc (竹北)                          |
| 12345678910111213141516171819202122                                                                  | 20                                       | Huyện Vân Lâm                            | 雲林縣                                   | Yúnlín                                   | Yunlin County                            | Hûn-lîm                                  | Yùn-lìm                                  | Đấu Lục (斗六)                           |
| = Thành phố trực thuộc trung ương (直轄市) = Thành phố trực thuộc tỉnh (省轄市 hoặc 市) = Huyện (縣) | Tỉnh Phúc Kiến (福建省)                  | Tỉnh Phúc Kiến (福建省)                  | Tỉnh Phúc Kiến (福建省)                  | Tỉnh Phúc Kiến (福建省)                  | Tỉnh Phúc Kiến (福建省)                  | Tỉnh Phúc Kiến (福建省)                  | Tỉnh Phúc Kiến (福建省)                  | Tỉnh Phúc Kiến (福建省)                  |
| = Thành phố trực thuộc trung ương (直轄市) = Thành phố trực thuộc tỉnh (省轄市 hoặc 市) = Huyện (縣) | 21                                       | Huyện Kim Môn                            | 金門縣                                   | Jīnmén                                   | Kinmen County                            | Kim-mn̂g                                  | Kîm-mùn                                  | Kim Thành (金城)                         |
| = Thành phố trực thuộc trung ương (直轄市) = Thành phố trực thuộc tỉnh (省轄市 hoặc 市) = Huyện (縣) | 22                                       | Huyện Liên Giang                         | 連江縣                                   | Liánjiāng                                | Lienchiang County                        | Liân-kang                                | Lièn-kông                                | Nam Can (南竿)                           |

## Các Trung tâm Phục vụ Liên hợp của Hành chính viện
Chính quyền trung ương điều hành 5 khu vực được gọi là Trung tâm Phục vụ Liên hợp (區域聯合服務中心, hành chính liên hợp phục vụ trung tâm, Joint Service Centers hay JSC) bên ngoài thủ đô Đài Bắc, như là khu vực của các bộ thuộc Hành chính Viện. Những khu vực này được đề ra trong Kế hoạch Phát triển Không gian Quốc gia Toàn diện cho Đài Loan (臺灣地區國土綜合開發計劃), có thể được xem như một cấp chính quyền trong thực tế hoặc tương đương với các vùng liên bang của Nga.
| Tên                           | Chữ Hán              | Ngày thành lập | Khu vực phục vụ                          |
| ----------------------------- | -------------------- | -------------- | ---------------------------------------- |
| JSC Nam Đài Loan              | 南部聯合服務中心     | 01/01/1998     | Cao Hùng, Bành Hồ, Bình Đông             |
| JSC Trung Đài Loan            | 中部聯合服務中心     | 14/05/2003     | Chương Hóa, Miêu Lật, Nam Đầu, Đài Trung |
| JSC Đông Đài Loan             | 東部聯合服務中心     | 29/09/2007     | Hoa Liên, Đài Đông                       |
| JSC Vân Lam-Gia Nghĩa-Đài Nam | 雲嘉南區聯合服務中心 | 27/03/2012     | Gia Nghĩa, Đài Nam, Vân Lam              |
| JSC Kim Môn-Mã Tổ             | 金馬聯合服務中心     | 18/01/2017     | Kim Môn, Liên Giang                      |

Miền Bắc của Đài Loan không có bất kỳ JSC nào vì khu vực này được phục vụ trực tiếp bởi Hành chính Viện có trụ sở đặt tại Đài Bắc.